# ∞
∞는 무한을 나타내는 상징이다. 숫자 8을 90도 회전한 것처럼 보인다. 로마 숫자의 1000인 ↀ (CIƆ)을 기초로 만들어진 것으로 알려져있다. 존 월리스는 1655년 저서 De sectionibus conicis에서 무한대에 기호를 사용하였다. 그리스 문자의 마지막 문자인 WM을 기반으로 하고 있다고도 한다
수학에서의 무한은 여러가지의 종류가 있다.
가산 무한(countably infinite) 가산무한은 자연수처럼 셀 수 있는 무한이고
비가산 무한(uncountably infinite)는 실수처럼 셀 수 없는 무한이다

## 같이 보기
- 알레프 수